# Lance Bass
James Lance Bass, född 4 maj 1979 i Laurel, Mississippi, är en amerikansk sångare, dansare, skådespelare, film- och TV-producent och författare och har även varit med i pojkbandet 'Nsync.

## Uppväxt
Bass föddes i Laurel i Mississippi till James Bass och Diane, född Pulliam. Lance har beskrivit sin familj som kristen och konservativ.

## Privatliv
Bass hade först förhållanden med kvinnor men har sedan 22 års ålder haft förhållanden med män vilket han senare berättade om i sin självbiografi. Han är sedan december 2014 gift med skådespelaren Michael Turchin. Bass lanserade sin självbiografi, Out of Sync den 23 oktober 2017. Biografin skrevs i samarbete med författaren Marc Eliot. Out of Sync debuterade på New York Times bästsäljarlista november 2017.

## Filmografi
- 2000 – Longshot
- 2001 – On the Line
- 2005 – Love Wrecked
- 2007 – Härmed förklarar jag er Chuck och Larry (Originaltitel: I Now Pronounce You Chuck & Larry)
- 2008 – Tropic Thunder
- 2014 – Such Good People
- 2015 – Hell and Back

## Diskografi
Studioalbum med 'Nsync
- 1997 – 'N Sync
- 2000 – No Strings Attached
- 2001 – Celebrity